# Olympische Geschichte Zyperns
| Gelbes Symbol für Goldmedaillen mit stilisierten Olympischen Ringen | Graues Symbol für Silbermedaillen mit stilisierten Olympischen Ringen | Braundes Symbol für Bronzemedaillen mit stilisierten Olympischen Ringen |
| ------------------------------------------------------------------- | --------------------------------------------------------------------- | ----------------------------------------------------------------------- |
| —                                                                   | 2                                                                     | —                                                                       |

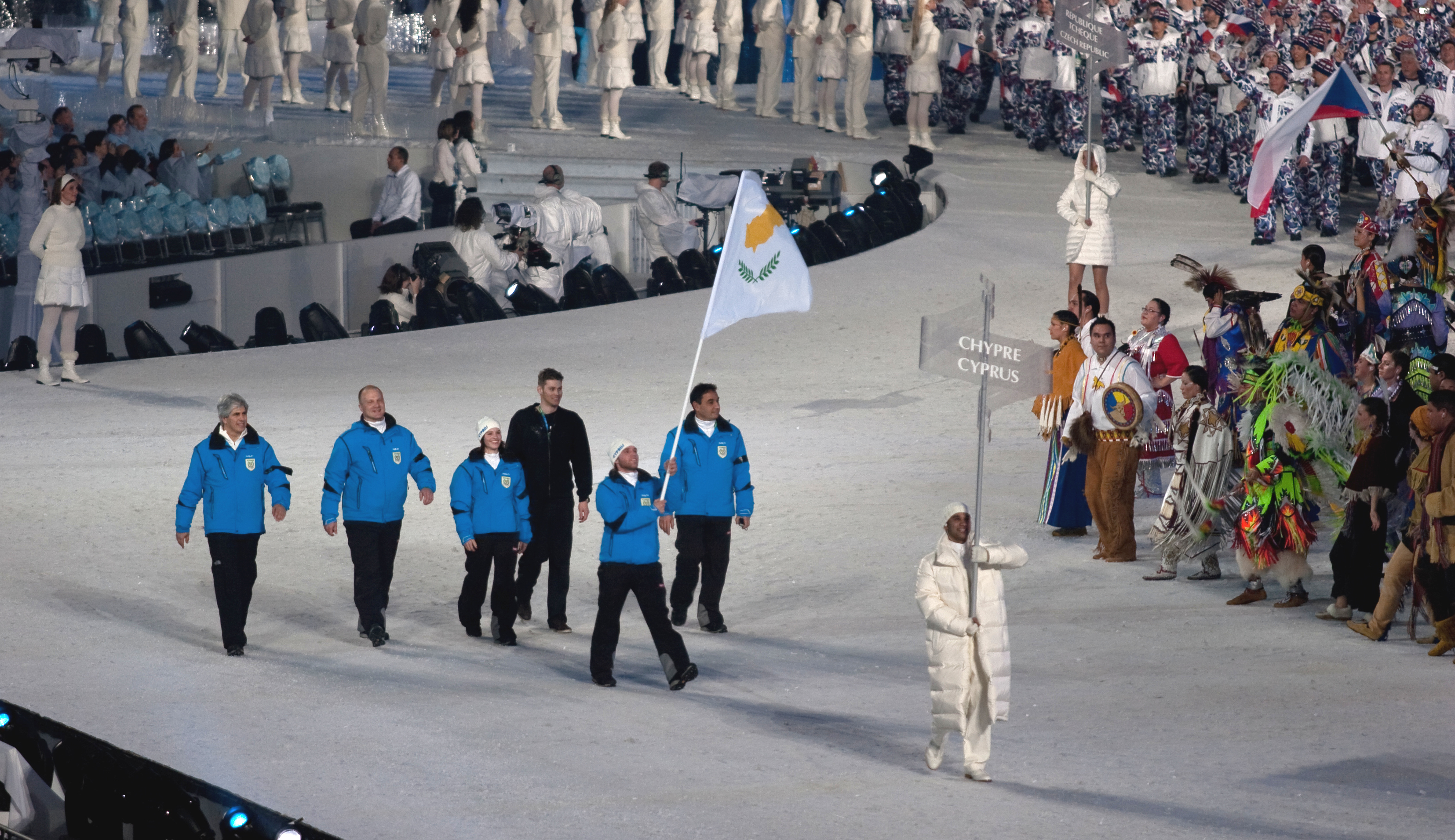
Die Athleten aus Zypern betreten das Stadion bei der Eröffnungsfeier der Olympischen Winterspiele 2010

Zypern nahm seit 1980 an allen Olympischen Spielen teil, also an acht Sommer- und neun Winterspielen. Zuvor waren bereits Zyprer unter der Griechischen Flagge angetreten. Erster moderner Olympiateilnehmer aus Zypern war Anastasios Andreou 1896.
Insgesamt entsandte Zypern seit 1980 111 Teilnehmer, darunter 79 Männer und 32 Frauen. Zyperns Sportler nahmen an insgesamt 76 Wettbewerben in 12 Sportarten teil.
Jüngste zyprische Teilnehmerin war die Schwimmerin Anabel Drousiotou, die bei den Olympischen Sommerspielen 1980 in Moskau mit 14 Jahren antrat. Ältester Zyprer war der Schütze Dimitrios Lordos, der an den Olympischen Sommerspielen 1992 in Barcelona mit 46 Jahren teilnahm.
Der Segler Pavlos Kontides ist bisher der einzige Athlet aus Zypern, der olympische Medaillen gewinnen konnte. Bei den Olympischen Sommerspielen 2012 in London und 2024 in Paris gewann er jeweils Silber in der Bootsklasse Laser.

## Übersicht

### Sommerspiele
|           | Athleten          | Athleten          | Athleten          | Sportarten        | Sportarten        | Sportarten        | Sportarten        | Sportarten        | Sportarten        | Sportarten        | Sportarten        | Sportarten        | Sportarten        | Sportarten        | Sportarten        | Sportarten        | Medaillen         | Medaillen         | Medaillen         | Medaillen          | Medaillen         |
| Jahr      | ∑                 |                   |                   |                   |                   |                   |                   |                   |                   |                   |                   |                   |                   |                   |                   |                   |                   |                   |                   | Medaillen – Gesamt | Rang              |
| --------- | ----------------- | ----------------- | ----------------- | ----------------- | ----------------- | ----------------- | ----------------- | ----------------- | ----------------- | ----------------- | ----------------- | ----------------- | ----------------- | ----------------- | ----------------- | ----------------- | ----------------- | ----------------- | ----------------- | ------------------ | ----------------- |
| 1924–1976 | nicht teigenommen | nicht teigenommen | nicht teigenommen | nicht teigenommen | nicht teigenommen | nicht teigenommen | nicht teigenommen | nicht teigenommen | nicht teigenommen | nicht teigenommen | nicht teigenommen | nicht teigenommen | nicht teigenommen | nicht teigenommen | nicht teigenommen | nicht teigenommen | nicht teigenommen | nicht teigenommen | nicht teigenommen | nicht teigenommen  | nicht teigenommen |
| 1980      | 14                | 12                | 2                 |                   |                   |                   | 5                 |                   |                   |                   |                   |                   | 4                 | 5                 |                   |                   |                   |                   |                   |                    |                   |
| 1984      | 10                | 10                | 0                 |                   |                   |                   | 2                 | 3                 | 1                 |                   |                   | 4                 |                   |                   |                   |                   |                   |                   |                   |                    |                   |
| 1988      | 9                 | 7                 | 2                 |                   |                   |                   | 2                 | 4                 |                   |                   |                   | 1                 |                   | 2                 |                   |                   |                   |                   |                   |                    |                   |
| 1992      | 17                | 13                | 4                 | 1                 |                   |                   | 2                 | 5                 |                   | 2                 | 1                 | 2                 | 2                 | 2                 |                   |                   |                   |                   |                   |                    |                   |
| 1996      | 17                | 15                | 2                 |                   |                   |                   |                   | 8                 |                   |                   | 1                 | 3                 | 2                 | 3                 |                   |                   |                   |                   |                   |                    |                   |
| 2000      | 22                | 17                | 5                 |                   |                   |                   |                   | 10                |                   |                   |                   | 3                 | 7                 | 2                 |                   |                   |                   |                   |                   |                    |                   |
| 2004      | 20                | 13                | 7                 |                   |                   |                   | 1                 | 7                 | 1                 |                   |                   | 2                 | 5                 | 3                 | 1                 |                   |                   |                   |                   |                    |                   |
| 2008      | 17                | 7                 | 10                | 1                 |                   | 1                 |                   | 6                 |                   |                   |                   | 3                 | 2                 | 4                 |                   |                   |                   |                   |                   |                    |                   |
| 2012      | 13                | 9                 | 4                 |                   |                   |                   |                   | 4                 | 1                 | 1                 |                   | 3                 | 1                 | 2                 | 1                 |                   |                   | 1                 |                   | 1                  | 70                |
| 2016      | 16                | 10                | 6                 |                   |                   | 1                 |                   | 7                 | 1                 |                   |                   | 2                 | 2                 | 2                 |                   | 1                 |                   |                   |                   |                    |                   |
| 2020      | 15                | 9                 | 6                 |                   |                   |                   |                   | 3                 | 1                 |                   |                   | 4                 | 2                 | 4                 |                   | 1                 |                   |                   |                   |                    |                   |
| 2024      | 15                | 6                 | 9                 |                   | 1                 |                   | 1                 | 3                 | 1                 | 1                 |                   | 1                 | 2                 | 4                 |                   | 1                 |                   | 1                 |                   | 1                  | 74                |
| Gesamt    | Gesamt            | Gesamt            | Gesamt            | Gesamt            | Gesamt            | Gesamt            | Gesamt            | Gesamt            | Gesamt            | Gesamt            | Gesamt            | Gesamt            | Gesamt            | Gesamt            | Gesamt            | Gesamt            | 0                 | 2                 | 0                 | 2                  |                   |

### Winterspiele
| Jahr      | Athleten          | Athleten          | Athleten          | Sportarten        | Medaillen         | Medaillen         | Medaillen         | Medaillen          | Medaillen         |
| Jahr      | ∑                 |                   |                   |                   |                   |                   |                   | Medaillen – Gesamt | Rang              |
| --------- | ----------------- | ----------------- | ----------------- | ----------------- | ----------------- | ----------------- | ----------------- | ------------------ | ----------------- |
| 1924–1976 | nicht teigenommen | nicht teigenommen | nicht teigenommen | nicht teigenommen | nicht teigenommen | nicht teigenommen | nicht teigenommen | nicht teigenommen  | nicht teigenommen |
| 1980      | 3                 | 2                 | 1                 | 3                 |                   |                   |                   |                    |                   |
| 1984      | 5                 | 4                 | 1                 | 5                 |                   |                   |                   |                    |                   |
| 1988      | 3                 | 2                 | 1                 | 3                 |                   |                   |                   |                    |                   |
| 1992      | 4                 | 3                 | 1                 | 4                 |                   |                   |                   |                    |                   |
| 1994      | 1                 | 0                 | 1                 | 1                 |                   |                   |                   |                    |                   |
| 1998      | 1                 | 1                 | 0                 | 1                 |                   |                   |                   |                    |                   |
| 2002      | 1                 | 1                 | 0                 | 1                 |                   |                   |                   |                    |                   |
| 2006      | 1                 | 1                 | 0                 | 1                 |                   |                   |                   |                    |                   |
| 2010      | 2                 | 1                 | 1                 | 2                 |                   |                   |                   |                    |                   |
| 2014      | 1                 | 1                 | 0                 | 1                 |                   |                   |                   |                    |                   |
| 2018      | 1                 | 1                 | 0                 | 1                 |                   |                   |                   |                    |                   |
| 2022      | 1                 | 1                 | 0                 | 1                 |                   |                   |                   |                    |                   |
| Gesamt    | Gesamt            | Gesamt            | Gesamt            | Gesamt            | 0                 | 0                 | 0                 | 0                  |                   |